# Yurani Blanco
Yurani Blanco Calbet (ook wel geschreven als Iurani Blanco Calbet) (Palma de Mallorca, 3 februari 1998) is een Spaans wielrenster die sinds 2025 rijdt bij de Amerikaanse wielerploeg Human Powered Health. Tussen 2018 en 2022 nam ze ook deel aan nationale kampioenschappen op de baan.

## Carrière
Op de baan nam Blanco tussen 2018 en 2022 in totaal deel aan vijf nationale kampioenschappen, waar ze in 2019 samen met Marga López zilver won op de koppelkoers en in 2021 wonnen de rensters brons op ditzelfde onderdeel. Later bleken dit de grootste successen van Blanco op de baan.
Op de weg werd Blanco in 2015 tweede op het NK voor junioren, enkel Rocio Garcia moest ze voor zich laten. Vier jaar later, in 2019, behaalde Blanco haar grootste succes bij haar eerste profploeg Sopela Women's Team; ze werd nationaal kampioen tijdrijden bij de beloften. De tijdrit van 21,6 kilometer legde ze zeven seconden sneller af dan Sara Martín. Het jaar nadien stapte ze voor twee seizoenen over naar Bizkaia-Durango, namens deze ploeg reed ze in 2021 onder meer de Ronde van Italië. Ze moest na de vierde etappe afstappen omdat ze buiten tijd gefinisht was. Eenmaal bij Laboral Kutxa-Fundación Euskadi rijdend in 2022, eindigde ze op een derde plek bij de NK op de weg voor elite. Twee jaar later deed ze het beter met een tweede plaats, ze moest haar meerdere erkennen in Usoa Ostolaza. Eveneens in 2024 behaalde ze haar eerste profoverwinning. Ze schreef eind mei de zesde editie van de GP Ciudad de Eibar op haar naam. Even later reed ze ook naar een podiumplek in de Ronde van de Pyreneeën, waar ze derde werd in het eindklassement achter Ostolaza en Valentina Cavallar.
In 2025 maakte Blanco de overstap naar Human Powered Health. Haar debuut voor de ploeg maakte ze in haar geboortestad, waar de Trofeo Palma startte.

## Overwinningen

### Baan
| Jaar | SK                                        |
| ---- | ----------------------------------------- |
| 2018 | 4e achtervolging 7e omnium 7e puntenkoers |
| 2019 | koppelkoers · 9e omnium · 9e puntenkoers  |
| 2020 | 6e scratch                                |
| 2021 | koppelkoers                               |
| 2022 | 5e koppelkoers 7e omnium                  |

### Weg
2015
 Spaans kampioenschap op de weg, junioren
2019
 Spaans kampioen tijdrijden, beloften
2022
 Spaans kampioenschap op de weg, elite
2024
GP Ciudad de Eibar
 Spaans kampioenschap op de weg, elite

#### Resultaten in voornaamste wedstrijden
| \| Jaar \| Ronde van Italië \| Ronde van Frankrijk \| Ronde van Spanje \| \| ---- \| ---------------- \| ------------------- \| ---------------- \| \| 2018 \| \| \| 92e \| \| 2019 \| \| \| 64e \| \| 2020 \| \| \| opgave \| \| 2021 \| opgave \| opgave \| \| \| 2022 \| \| \| 95e \| \| 2023 \| \| \| 56e \| \| 2024 \| \| 85e \| \| \| 2025 \| 99e \| \| \|(*) tussen haakjes aantal individuele etappe-overwinningen |                  |                     |                  |
| Jaar | Ronde van Italië | Ronde van Frankrijk | Ronde van Spanje |
| 2018 |                  |                     | 92e              |
| 2019 |                  |                     | 64e              |
| 2020 |                  |                     | opgave           |
| 2021 | opgave           | opgave              |                  |
| 2022 |                  |                     | 95e              |
| 2023 |                  |                     | 56e              |
| 2024 |                  | 85e                 |                  |
| 2025 | 99e              |                     |                  |

## Ploegen
- 2018 –  Sopela Women's Team
- 2019 –  Sopela Women's Team
- 2020 –  Bizkaia-Durango
- 2021 –  Bizkaia-Durango
- 2022 –  Laboral Kutxa-Fundación Euskadi
- 2023 –  Laboral Kutxa-Fundación Euskadi
- 2024 –  Laboral Kutxa-Fundación Euskadi
- 2025 –  Human Powered Health

Blanco · Borghesi · Cipressi · Coles-Lyster · Edwards · Grossetête · de Jong · Kasper · Malcotti · Mitterwallner · D. Pikulik · W. Pikulik · Raaijmakers · Ragusa · Schweinberger · Williams · Zanardi